# Наталовка (Костанайская область)
Наталовка — упразднённое село в Тарановском районе Костанайской области Казахстана. Ликвидировано в 2009 г. Входило в состав Павловского сельского округа.

## Население
В 1999 году население села составляло 120 человек (56 мужчин и 64 женщины).